# Valencianas de Juncos
Valencianas de Juncos est un club portoricain de volley-ball fondé en 2004 et basé à Juncos, évoluant pour la saison 2020 en LVSF.

## Palmarès
- Championnat de Porto Rico
  - Vainqueur : 2007.
  - Finaliste : 2017.

## Effectifs

### Saison 2020
| No                         | Nom                        | Date de naissance          | Taille                         | Poids                          | Poste                          |
| -------------------------- | -------------------------- | -------------------------- | ------------------------------ | ------------------------------ | ------------------------------ |
| 1                          | Carola Biver               | 5 mai 1997                 | 177                            |                                | Réceptionneuse-attaquante      |
| 3                          | Yeleishka Vázquez          | 12 septembre 1989          | 160                            |                                | Passeuse                       |
| 6                          | Jocelyn Kuilan             | 8 décembre 1997            | 179                            | 72                             | Attaquante                     |
| 8                          | Stephanie Niemer           | 3 septembre 1989           | 184                            | 71                             | Réceptionneuse-attaquante      |
| 9                          | Sheila Ocasio              | 17 novembre 1982           | 192                            | 74                             | Centrale                       |
| 11                         | Genesis Viera              | 26 novembre 1995           | 174                            |                                | Passeuse                       |
| 12                         | Stephanie Salas            | 17 février 1992            | 160                            |                                | Libero                         |
| 14                         | Nydiaris Burgos            | 1er janvier 1998           | 183                            |                                | Centrale                       |
| 16                         | Keila Rodríguez            | 26 octobre 1992            | 182                            | 62                             | Réceptionneuse-attaquante      |
| 17                         | Alyse Ford                 | 14 mars 1997               | 178                            |                                | Réceptionneuse-attaquante      |
| 18                         | Paola Rivera               | 6 mars 1997                | 177                            |                                | Centrale                       |
| 19                         | Paulina Prieto             | 25 janvier 1994            | 185                            | 72                             | Attaquante                     |
|                            |                            |                            |                                |                                |                                |
| Encadrement technique      | Encadrement technique      |                            | Légende                        | Légende                        | Légende                        |
| Entraîneur : David Alemán  | Entraîneur : David Alemán  | Entraîneur : David Alemán  | : Capitaine                    | : Capitaine                    | : Capitaine                    |
| Entraîneur(s) adjoint(s) : | Entraîneur(s) adjoint(s) : | Entraîneur(s) adjoint(s) : | : Joueuse blessée actuellement | : Joueuse blessée actuellement | : Joueuse blessée actuellement |